# Psychologia rozwoju człowieka

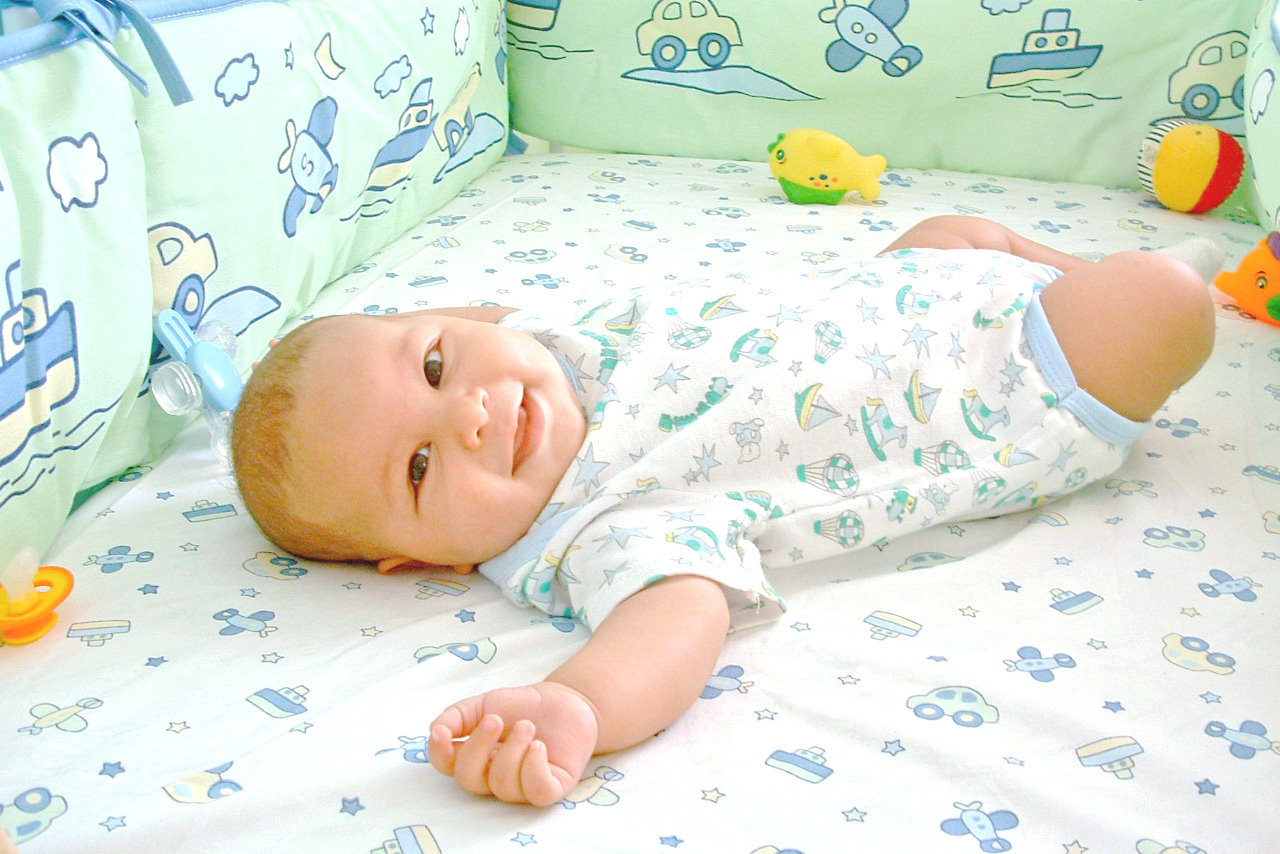
dziecko

Psychologia rozwoju – jedna z subdyscyplin psychologii. Zajmuje się badaniem wzrostu, rozwoju i zmian w zachowaniach ludzi od poczęcia do śmierci. Na określenie tej nauki używa się także innych nazw: psychologia rozwoju w ciągu życia, psychologia rozwoju człowieka, psychologia rozwojowa biegu życia. Psychologowie rozwojowi w zakresie zainteresowania badawczego wykraczają poza okres dorastania i podejmują zagadnienia związane z dorosłością i wiekiem podeszłym.
Psychologia rozwoju posiada dwa zasadnicze cele badawcze: 
- cel opisowy kategoryzowanych etapów rozwoju,
- cel teleologiczny procesów rozwojowych.

## Prekursorzy
John Broadus Watson oraz Jean-Jacques Rousseau są uznawani jako prekursorzy współczesnej psychologii rozwojowej. W połowie XVIII wieku Jean-Jacques Rousseau  w dziele Emil, czyli o wychowaniu zaproponował i opisał trójetapowy model rozwoju człowieka: niemowlęctwo, dzieciństwo i dojrzewanie. Jego koncepcje rozwojowe i miały ogromny wpływ na ówczesne idee wychowawcze.
Pod koniec XIX wieku  pod wpływem odkryć  teorii ewolucji Darwina ówcześni psychologowie w swych badaniach naukowych  poszukiwali ewolucyjnego opisu rozwoju psychicznego człowieka. Wybitny pionier psychologii G. Stanley Hall  próbował skorelować etapy rozwojowe z etapami rozwoju i ewolucji ludzkości jako rasy. Rozwój tej koncepcji został szczegółowo przedstawiony i rozwinięty w pracy Jamesa Marka Baldwina, pod znamiennym tytułem: Imitation: A Chapter in the Natural History of Consciousness and Mental Development in the Child and the Race: Methods and Processes.
Na przełomie XIX i XX wieku psychoseksualne koncepcje rozwojowe Zygmunta Freuda  zrewolucjonizowały podejście społeczne i badawcze do problematyki psychologii rozwojowej.

## Paradygmaty teoretyczne w psychologii rozwojowej

### Teoria przywiązania, teoria więzi
Teoria przywiązania (ang. attachment theory) to opracowany przez brytyjskiego lekarza i psychoanalityka Johna Bowlby’ego teoretyczny system, skupiający się na rozwojowym znaczeniu bliskich intymnych emocjonalnie znaczących relacji. Przywiązanie w tym nurcie teoretycznym zostało opisane jako system biologicznych impulsów, niezbędnych do  zapewnienia przetrwania w pierwszych latach jego życia.  Nurt ten zajmuje się skutkami negatywnego oddziaływania, jaki wywiera na rozwój  utrata obiektów znaczących, czyli biologicznych opiekunów w wyniku deprecjacji uwagi i zaangażowania. W roku 1965 Mary Ainsworth stworzyła Strange Situation Procedure  jako sposób oceny indywidualnych różnic w zachowaniu przywiązania przez indywidualną reakcję doświadczania stresu oraz koncepcje bezpiecznego schronu. Teoria więzi wykorzystywana jest w praktyce terapeutycznej, szczególnie w zakresie związków partnerskich oraz w modelu etologicznym psychologii rozwojowej. Wczesny styl przywiązania może wpłynąć na relacje z ludźmi. Model stylu przywiązania  ustala się we wczesnym dzieciństwie i jest stylem relacyjnym w dorosłości.

### Konstruktywizm
Konstruktywizm (ang. constructivism) to jeden z paradygmatów w psychologii, który charakteryzuje koncepcja rozwoju intelektualnego jako proces aktywnego budowania wiedzy. Jednostka samodzielnie  kreuje sens nowych informacji – wybierając, organizując i integrując informacje z innej wiedzy, często w kontekście interakcji społecznych. Koncepcja rozwoju intelektualnego  może realizować się w sposób indywidualny lub społeczny. Teoria ta zakłada, iż  integracja i budowanie wiedzy realizuje się poprzez procesy poznawcze oraz  osobiste doświadczenia, a nie poprzez zapamiętywanie faktów

### Ortodoksyjny paradygmat psychoanalityczny
Jest to koncepcja Freuda postulująca postrzeganie rozwoju człowieka i jego zachowania jako ścisłe realizowanie nieświadomego, wrodzonego popędu seksualnego, popędu życia i rozwoju – libido. Libido realizuje się poprzez kontakt osoby z obiektami zewnętrznymi redukującymi napięcia (poprzez kateksje). Istnieje stała, zdeterminowana procesami dojrzewania biologicznego sekwencja przemieszczania się energii libido do różnych części ciała, które kolejno stają się bardziej wrażliwe na pobudzenia w określonym wieku. Sekwencja ta zmienia się w sposób fazowy (5 faz): faza oralna 0–1 (usta-wchłanianie), analna 2–3 (odbyt–wypróżnianie), falliczna 4–5 (genitalia-manipulacje, stymulacja), stadium latencji 6–12 (libido utajone), genitalna 13–18 (libido ponownie ujawnia się w sferze genitalnej, przygotowanie do podjęcia stosunków seksualnych). Osobowość charakteryzuje się organizacją, która zmienia się wraz z wiekiem jednostki. Najgłębszą wrodzoną warstwą jest ID – podporządkowane zasadzie przyjemności. Około drugiego roku życia zaczyna tworzyć się EGO. Rozwój to stopniowe wzmacnianie, dojrzewanie EGO.

## Psychologiczna periodyzacja etapów rozwoju człowieka

### Według polskiej literatury psychologicznej

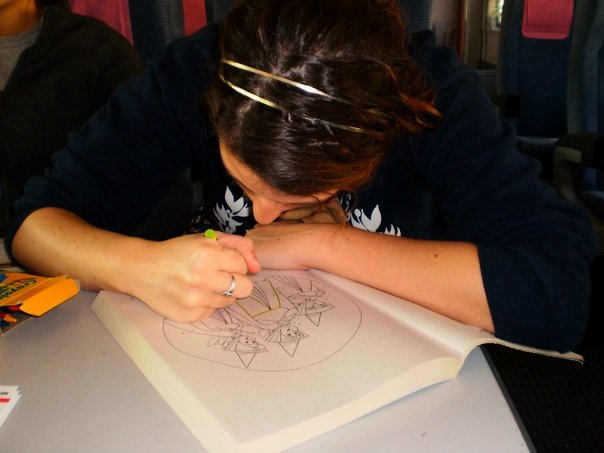
dziecko kolorujące obrazek

We współczesnej polskiej psychologicznej literaturze naukowej, stosowany jest podział na osiem podstawowych okresów rozwojowych:
1. okres prenatalny – od poczęcia do narodzin
2. okres wczesnego dzieciństwa (podokres wieku niemowlęcego i poniemowlęcego) od narodzin do 3 r.ż.
3. okres średniego dzieciństwa – wiek przedszkolny od 4 do 6 r.ż.
4. okres późnego dzieciństwa –wiek szkolny od 6/7 do 10–12 r.ż.
5. okres adolescencji (podokres wczesnej adolescencji, tj. wiek dorastania i podokres późnej adolescencji, tj. wiek młodzieńczy) od około 10/12 do około 20/23 r.ż.
6. okres wczesnej dorosłości od około 20/23 r.ż. do około 35/40 r.ż.
7. okres średniej dorosłości od około 35/40 do około 55/60 r.ż
8. okres późnej dorosłości od około 55/60 r.ż. i wyżej

### Według Daniela Levinsona[10]
| Okres                     | Przedział wiekowy | Podokres                            | Przedział wiekowy |
| ------------------------- | ----------------- | ----------------------------------- | ----------------- |
| dziecko                   | 0-17/19           | noworodek                           | 0-1               |
| dziecko                   | 0-17/19           | niemowlę                            | 1-2               |
| dziecko                   | 0-17/19           | wczesne dzieciństwo                 | 2-6               |
| dziecko                   | 0-17/19           | wczesny okres średniego dzieciństwa | 7-9               |
| dziecko                   | 0-17/19           | późny okres średniego dzieciństwa   | 9-11              |
| dziecko                   | 0-17/19           | okres dojrzewania                   | 12-17/19          |
| młody dorosły             | 19-45             | przemiana w dorosłość               | 17/19-22          |
| młody dorosły             | 19-45             | wstępowanie w dorosłość             | 22-28             |
| młody dorosły             | 19-45             | przejście przez wiek 30 lat         | 28-33             |
| młody dorosły             | 19-45             | ustatkowanie się                    | 33-40             |
| młody dorosły             | 19-45             | przemiana w okres wieku średniego   | 40-45             |
| wiek średni               | 45-65             | wejście w wiek średni               | 45-50             |
| wiek średni               | 45-65             | przejście przez wiek 50 lat         | 50-55             |
| wiek średni               | 45-65             | kulminacja wieku średniego          | 55-60             |
| wiek średni               | 45-65             | przemiana w późną dorosłość         | 60-65             |
| późna dorosłość (starość) | 65+               | "młoda starość" (wiek dojrzały)     | 65-75             |
| późna dorosłość (starość) | 65+               | pełna starość                       | 75-85             |
| późna dorosłość (starość) | 65+               | późna starość (wiek podeszły)       | 85+               |

### Według WHO
| Okres       | Przedział wiekowy |
| ----------- | ----------------- |
| dzieciństwo | 0-28              |
| młodość     | 28-45             |
| wiek średni | 45-65             |
| starość     | 65                |